# 2005-ös magyar atlétikai bajnokság
A 2005-ös magyar atlétikai bajnokság a 110. bajnokság volt.

## Helyszínek
- téli dobóbajnokság: február 26., Népstadion; március 5., Iharos pálya (gerelyhajítás)
- 50 km gyaloglás: március 26., Gyűgy
- mezeifutás: április 2., Nadap
- maraton: április 10., Debrecen
- 20 km gyaloglás: április 24., Békéscsaba
- 10 000 m: május 8., Népliget, FTC sporttelep
- női 10 km gyaloglás: június 11., Lovasberény
- pályabajnokság: július 6–7., Debrecen
- félmaraton: szeptember 4., Budapest
- többróba: szeptember 17–18., Puskás Ferenc Stadion

## Eredmények

### Férfiak
| Versenyszám             | Arany                                                     | Arany    | Ezüst                                                           | Ezüst                            | Bronz                                                                      | Bronz                            |
| ----------------------- | --------------------------------------------------------- | -------- | --------------------------------------------------------------- | -------------------------------- | -------------------------------------------------------------------------- | -------------------------------- |
| 100 m                   | Dobos Gábor Bp. Honvéd                                    | 10,63    | Németh Roland Soproni AC                                        | 10,67                            | Farkas Attila BEAC                                                         | 10,70                            |
| 200 m                   | Németh Roland Soproni AC                                  | 21,01    | Pauer Géza Bp. Honvéd                                           | 21,22                            | Miklós Péter Bp. Honvéd                                                    | 21,36                            |
| 400 m                   | Borsányi Zoltán TFSE                                      | 47,01    | Szeglet Zsolt Szolnoki MÁV                                      | 47,26                            | Csesznegi Dávid Pécsi VSK                                                  | 48,01                            |
| 800 m                   | Takács Dávid VEDAC                                        | 1:49,90  | Kazi Tamás TFSE                                                 | 1:50,14                          | Kerékjártó István Gödöllői EAC                                             | 1:51,57                          |
| 1500 m                  | Csaja Gábor KSI                                           | 3:57,02  | Havasi Zoltán Békéscsabai AC                                    | 3:57,75                          | Doma Csaba VEDAC                                                           | 3:57,96                          |
| 5000 m                  | Bene Barnabás Pécsi VSK                                   | 14:25,64 | Csillag Balázs AC Szekszárd                                     | 14:25,98                         | Tóth László Pécsi VSK                                                      | 14:27,89                         |
| 10 000 m                | Bene Barnabás Pécsi VSK                                   | 29:37,70 | Csillag Balázs AC Szekszárd                                     | 29:47,84                         | Juhász András Hunyadi DSE                                                  | 29:56,55                         |
| 110 m gát               | Kiss Dániel Ikarus BSE                                    | 13,65    | Palágyi Gergely Pécsi VSK                                       | 13,89                            | Kovács Balázs VEDAC                                                        | 13,97                            |
| 400 m gát               | Dezső Ákos Bp. Honvéd                                     | 50,00    | Kasper István TFSE                                              | 51,50                            | Lóczi Rume Ferencvárosi TC                                                 | 51,78                            |
| 3000 m akadály          | Minczér Albert VEDAC                                      | 8:54,67  | Ott Balázs Bp. Honvéd                                           | 9:02,74                          | Tímár Levente Alab Regia AK                                                | 9:04,47                          |
| 4 × 100 m               | Miklós Péter Dezső Ákos Dobos Gábor Pauer Géza Bp. Honvéd | 40,77    | Horváth Kristóf Pásztor Gábor Jeleni Csaba Lesták István TFSE   | 41,77                            | Henyecz Ádám Babicz Pál Hegedűs Mátyás Margl Tamás Tatabányai SC           | 42,13                            |
| 4 × 400 m               | Kasper István Borsányi Zoltán Kazi Tamás Gaál György TFSE | 3:12,99  | Skoumal Péter Dávid Zoltán Szabó János Nagy Viktor Debreceni SC | 3:15,80                          | Baglyas Tamás Moracsek Norbert Licsák András Molnár Balázs Dunaújvárosi AC | 3:18,58                          |
| magasugrás              | Boros László Debreceni SC                                 | 228 cm   | Vaskó Zoltán Alba Regia AK                                      | 214 cm                           | Harsányi Olivér Debreceni SI                                               | 210 cm                           |
| rúdugrás                | Skoumal Péter Debreceni SC                                | 530 cm   | Szörényi Zoltán TFSE                                            | 520 cm                           | Sátor Attila TFSE                                                          | 475 cm                           |
| távolugrás              | Babicz Pál Tatabányai SC                                  | 780 cm   | Margl Tamás Tatabányai SC                                       | 772 cm                           | Dömötör Balázs KSI                                                         | 754 cm                           |
| hármasugrás             | Farkas János Debreceni SC                                 | 15,47 m  | Fejős Bence Ferencvárosi TC                                     | 15,35 m                          | Tölgyesi Péter Dunakeszi VSE                                               | 15,32 m                          |
| súlylökés               | Bíber Zsolt Szolnoki MÁV                                  | 19,12 m  | Máté Gábor CSASE                                                | 17,87 m                          | Kürthy Lajos Mohácsi TE                                                    | 17,54 m                          |
| diszkoszvetés           | Kővágó Zoltán Bp. Honvéd                                  | 65,80 m  | Varga Roland Pécsi VSK                                          | 64,35 m                          | Máté Gábor CSASE                                                           | 62,95 m                          |
| kalapácsvetés           | Pars Krisztián Dobó SE                                    | 78,76 m  | Páli Kristóf VEDAC                                              | 71,73 m                          | Németh Kristóf Dobó SE                                                     | 66,97 m                          |
| gerelyhajítás           | Horváth Gergely Pécsi VSK                                 | 75,34 m  | Patkó Dániel Szolnoki MÁV                                       | 70,48 m                          | Papp Bence Reménység Vác                                                   | 69,25                            |
| tízpróba                | Skoumal Péter Debreceni SC                                | 7309     | Kovács TFSE                                                     | 7021                             | Polonyi Tamás Szolnoki MÁV                                                 | 6629                             |
| félmaraton              | Juhász András Hunyadi DSE                                 | 1:05:57  | Berecz Lajos Mezőtúri VSI                                       | 1:06:10                          | Kedves Roland Mezőtúri VSI                                                 | 1:06:13                          |
| félmaraton csapat       | Juhász András Szabó József Horváth Béla Hunyadi DSE       | 3:22:03  | Berecz Lajos Kedves Roland Holba Zoltán Mezőtúri VSI            | 3:23:31                          | Zatykó Miklós Szabó Imre Kustos Szabolcs Vasas                             | 3:27:48                          |
| maraton                 | Zatykó Miklós Vasas                                       | 2:22:58  | Serfőző Micro SC                                                | 2:25:23                          | Szabó József Hunyadi DSE                                                   | 2:25:50                          |
| maraton csapat          | Szabó József Hegyaljai Attila Juhász András Hunyadi DSE   | 7:21:15  | Eső András VEDAC                                                |                                  |                                                                            |                                  |
| mezeifutás 6 km         | Csillag Balázs AC Szekszárd                               | 18:48    | Eső András VEDAC                                                | 18:59                            | Kazi Tamás TFSE                                                            | 19:05                            |
| mezeifutás 12 km        | Zatykó Miklós Vasas                                       | 37:54    | Ott Balázs Bp. Honvéd                                           | 38:14                            | Juhász András Hunyadi DSE                                                  | 38:17                            |
| mezeifutás 6 km csapat  | Eső András Búcsú Dénes Kovács Tamás VEDAC                 | 14       | Kazi Tamás Pelsőczy Attila Nagy György TFSE                     | 23                               | Csillag Balázs Várbíró Attila Németh Máté AC Szekszárd                     | 39                               |
| mezeifutás 12 km csapat | Juhász András Szabó József Kovács Krisztián Hunyadi DSE   | 14       | Zatykó Miklós Szabó Imre Szederkényi Máté Vasas                 | 23                               | Ott Balázs László Balázs Khoor Bence Bp. Honvéd                            | 31                               |
| 20 km gyaloglás         | Dudás Gyula MISI SC                                       | 1:29:01  | Csont Attila Békéscsabai AC                                     | 1:30:27                          | Tubak Róbert Szegedi VSE                                                   | 1:30:43                          |
| 20 km gyaloglás csapat  | Csont Attila Csont András Márta Tibor Békéscsabai AC      | 4:36:01  | Fülöp Attila Ipoly Walking Club                                 | 4:49:20                          | Tubak Róbert Lengyel Gábor Fábián András Szegedi VSE                       | 4:59:01                          |
| 50 km gyaloglás         | Tóth János Debreceni SC                                   | 4:01:53  | Dudás Gyula MISI SC                                             | 4:08:21                          | Fülöp Attila Vitalitás                                                     | 4:15:19                          |
| 50 km gyaloglás csapat  | Novák László Balázs Sándor Csaba István Bp. Honvéd        | 14:58:03 | Több értékelhető csapat nem volt                                | Több értékelhető csapat nem volt | Több értékelhető csapat nem volt                                           | Több értékelhető csapat nem volt |

### Nők
| Versenyszám            | Arany                                                              | Arany    | Ezüst                                                                             | Ezüst    | Bronz                                                                 | Bronz                |
| ---------------------- | ------------------------------------------------------------------ | -------- | --------------------------------------------------------------------------------- | -------- | --------------------------------------------------------------------- | -------------------- |
| 100 m                  | Szabó Enikő Szolnoki MÁV                                           | 11,82    | Listár Nikolett Alba Regia AK                                                     | 11,85    | Rózsa Zsófia Bp. Honvéd                                               | 12,10                |
| 200 m                  | Listár Nikolett Alba Regia AK                                      | 23,60    | Bobcsek Emese Gödöllői EAC                                                        | 24,96    | Varga Fruzsina Alba Regia AK                                          | 25,04                |
| 400 m                  | Petráhn Barbara Zalaegerszegi AC                                   | 52,92    | Varga Fruzsina Alba Regia AK                                                      | 55,11    | Bobcsek Emese Gödöllői EAC                                            | 55,53                |
| 800 m                  | Cziráki Kitty VEDAC                                                | 2:07,90  | Járay Melinda Delfin SE                                                           | 2:10,17  | Badis Anissa Zsófia Győri Dózsa                                       | 2:12,25              |
| 1500 m                 | Papp Krisztina Újpesti TE                                          | 4:12,26  | Papp Gabriella Nyíregyházi VSC                                                    | 4:27,38  | Szabóné Csendes Ildikó Békéscsabai AC                                 | 4:29,06              |
| 5000 m                 | Papp Krisztina Újpesti TE                                          | 16:00,76 | Teveli Petra Újpesti TE                                                           | 16:49,75 | Erdélyi Eszter Újpesti TE                                             | 17:06,76             |
| 10 000 m               | Papp Krisztina Újpesti TE                                          | 32:39,61 | Teveli Petra Újpesti TE                                                           | 34:27,82 | Erdélyi Eszter Újpesti TE                                             | 34:37,82             |
| 100 m gát              | Vári Edit BEAC                                                     | 13,93    | Csúz Réka Gyulai SE                                                               | 14,43    | Veres Gabriella Alba Regia AK                                         | 14,45                |
| 400 m gát              | Pék Andrea Gödöllői EAC                                            | 58,80    | Meixner Mónika TFSE                                                               | 59,52    | Skoumal Réka Marathon AC                                              | 59,93                |
| 3000 m akadály         | Tóth Lívia VEDAC                                                   | 9:55,65  | Erdélyi Eszter Újpesti TE                                                         | 10:17,40 | Mátyás Enikő Újpesti TE                                               | 10:38,47             |
| 4 × 100 m              | Miklós Éva Listár Nikolett Hegyi Dóra Varga Fruzsina Alba Regia AK | 46,53    | Grósz Adrienn Varga Bianka Szakács Enikő Rózsa Zsófia Bp. Honvéd                  |          | Oláh Judit Dajka Zita Agócs Zsófia Szabó Enikő Szolnoki MÁV           | 48,30                |
| 4 × 400 m              | Varga Bianka Doma Zdenka Szakács Enikő Rózsa Zsófia Bp. Honvéd     | 3:46,20  | Kálmán Eszter Simonffy Mariann Gergály Fruzsina Petráhn Barabara Zalaegerszegi AC | 3:48,98  | Szűcs Barbara Papp Gasbriella Vas Nóra Vasvári Vivien Nyíregyházi VSC | 3:49,83              |
| magasugrás             | Győrffy Dóra BEAC                                                  | 189 cm   | Bódi Bernadett Tatabányai SC                                                      | 186 cm   | Babos Rita Győri Dózsa                                                | 179 cm               |
| rúdugrás               | Molnár Krisztina Újpesti TE                                        | 445 cm   | Juhász Fanni Újpesti TE                                                           | 420 cm   | Lendvai Zsuzsanna Bp. Honvéd                                          | 390 cm               |
| távolugrás             | Vaszi Tünde Bp. Honvéd                                             | 6,69 m   | Ajkler Zita Vasas                                                                 | 6,41 m   | Stajerné Deák Katalin Ferencvárosi TC                                 | 6,06 m               |
| hármasugrás            | Ajkler Zita Vasas                                                  | 13,52 m  | Óvári Zita Bp. Honvéd                                                             | 12,74 m  | Babos Rita Győri Dózsa                                                | 12,49 m              |
| súlylökés              | Kürti Éva Nyíregyházi VSC                                          | 15,68 m  | Máté Katalin CSASE                                                                | 14,58 m  | Divós Katalin Dobó SE                                                 | 13,68 m              |
| diszkoszvetés          | Divós Katalin Dobó SE                                              | 54,44 m  | Kürti Éva Nyíregyházi VSC                                                         | 53,96 m  | Máté Katalin CSASE                                                    | 52,35 m              |
| kalapácsvetés          | Orbán Éva VEDAC                                                    | 66,38 m  | Divós Katalin Dobó SE                                                             | 66,02 m  | Nickl Vanda Dobó SE                                                   | 62,01 m              |
| gerelyhajítás          | Szabó Nikolett Ferencvárosi TC                                     | 58,72    | Nagy Xénia Debreceni SI                                                           | 49,44 m  | Kovács Eszter                                                         | 45,29 m              |
| hétpróba               | Óvári Zita Bp. Honvéd                                              | 5539     | Farkas Györgyi Csepeli DAC                                                        | 5084     | Skoumal Réka Marathon AC                                              | 5075                 |
| félmaraton             | Erdélyi Eszter Újpesti TE                                          | 1:16:10  | Teveli Petra Újpesti TE                                                           | 1:16:59  | Kovács Ida VEDAC                                                      | 1:18:44              |
| félmaraton csapat      | Erdélyi Eszter Teveli Petra Mátyás Enikő Újpesti TE                | 3:56:32  | Madarász Viktória Benkó Gabriella Czibók Ágnes Bp. Honvéd                         | 4:16:50  | Kovács Ida Kulics Beatrix Gáti Gerda VEDAC                            | 4:19:45              |
| maraton                | Kovács Ida VEDAC                                                   | 2:43:15  | Teveli Petra Újpesti TE                                                           | 2:45:10  | Benkó Gabriella Hunyadi DSE                                           | 2:50:25              |
| maraton csapat         | Kovács Ida Auerbach Szilvia Mike Krisztina VEDAC                   | 9:11:47  |                                                                                   |          |                                                                       |                      |
| mezeifutás 6 km        | Papp Krisztina Újpesti TE                                          | 20:46    | Tóth Lívia VEDAC                                                                  | 21:36    | Erdélyi Eszter Újpesti TE                                             | 22:12                |
| mezeifutás 6 km csapat | Papp Krisztina Erdélyi Eszter Kis Zsanett Újpesti TE               | 11       | Tóth Lívia Brassay Réka Kulics Beatrix VEDAC                                      | 22       | Madarász Viktória Czibók Ágnes Nemere Dóra Bp. Honvéd                 | 45                   |
| 10 km gyaloglás        | Ilyés Ildikó Alba Regia AK                                         | 49:21    | Gerendási Eszter BEAC                                                             | 50:10    | Kernács Krisztina Bp. Honvéd                                          | 51:17                |
| 10 km gyaloglás csapat | Kernács Krisztina Nemere Dóra Erdõs Ivett Bp. Honvéd               | 2:37:04  | Ilyés Ildikó Varró Katalin Bárány Nikolett Alba Regia AK                          | 2:39:13  | Fertály Zita Bajnai Eszter Czibók Ágnes Bp. Honvéd                    | 2:52:58              |
| 20 km gyaloglás        | Ilyés Ildikó Alba Regia AK                                         | 1:43:13  | Gruber Orsolya Bp. Honvéd                                                         | 1:44:49  | Kernács Krisztina Bp. Honvéd                                          | 1:45:21              |
| 20 km gyaloglás csapat | Gruber Orsolya Kernács Krisztina Nemere Dóra Bp. Honvéd            | 5:19:48  | Hunyadi DSE                                                                       | 7:39:30  | több induló nem volt                                                  | több induló nem volt |

## Téli dobóbajnokság
Férfiak
| Versenyszám   | Arany                     | Arany   | Ezüst                        | Ezüst   | Bronz                   | Bronz   |
| ------------- | ------------------------- | ------- | ---------------------------- | ------- | ----------------------- | ------- |
| diszkoszvetés | Varga Roland Pécsi VSK    | 65,12 m | Máté Gábor CSASE             | 64,78 m | Kürthy Lajos Mohácsi TE | 51,97 m |
| kalapácsvetés | Pars Krisztián Dobó SE    | 75,25 m | Horváth József Haladás VSE   | 70,19 m | Németh Kristóf Dobó SE  | 67,30 m |
| gerelyhajítás | Patkó Dániel Szolnoki MÁV | 62,72 m | Kurucsó Péter Békéscsabai AC | 58,78 m | André László BEAC       | 53,85 m |

Nők
| Versenyszám   | Arany                       | Arany   | Ezüst              | Ezüst   | Bronz                      | Bronz   |
| ------------- | --------------------------- | ------- | ------------------ | ------- | -------------------------- | ------- |
| diszkoszvetés | Divós Katalin Dobó SE       | 52,20 m | Máté Katalin CSASE | 50,90 m | Orbán Éva VEDAC            | 43,76 m |
| kalapácsvetés | Divós Katalin Dobó SE       | 67,14 m | Orbán Éva VEDAC    | 65,85 m | Nickl Vanda Dobó SE        | 64,11 m |
| gerelyhajítás | Kovács Eszter Tatabányai SC | 45,53 m | Koczka Anikó BEAC  | 44,50 m | Varga Eszter Reménység Vác | 41,25 m |